# معاهدة تجارة الأسلحة
معاهدة تجارة الأسلحة هي اتفاق لتنظيم التجارة الدولية بالأسلحة التقليدية، وقد تم التفاوض على المعاهدة في مؤتمر عالمي تحت رعاية الأمم المتحدة في 27 يوليو 2012 في نيويورك. حيث لم يتمكن المؤتمر من التوصل إلى إجماع حول النص النهائي، ولذا تم عقد لقاء جديد للمؤتمر في 28 مارس 2013، والذي فشل أيضاً، فتقرر تحويل المعاهدة للتصويت في الجمعية العامة للأمم المتحدة، لأن إقرارها في الجمعية العامة يحتاج إلى ثلثي الأصوات. وفي 2 أبريل 2013 وافق 154 من 193 من الدول الأعضاء في الجمعية العامة للأمم المتحدة على نص المعاهدة وامتنع 23 عضواً عن التصويت وعارضت ثلاث دول هي إيران وسوريا وكوريا الشمالية الصياغة الحالية للمعاهدة. كما أن هناك العديد من البلدان، بما فيها الولايات المتحدة، تخضع لمراقبة تصدير الأسلحة، ولكن لم يكن هناك معاهدة دولية تنظم تجارة الاسلحة العالمية التي تقدر بنحو 60 مليار دولار.
وقعت أول 66 دولة على المعاهدة في 3 يونيو 2013.
في 24 كانون الأول/ديسمبر 2014، بدأ نفاذ المعاهدة التاريخية لتجارة الأسلحة التي تنظم التجارة الدولية في الأسلحة التقليدية – من الأسلحة الصغيرة إلى دبابات القتال والطائرات المقاتلة والسفن الحربية، وذلك بعد أن وقعت عليها 130  دولة.